# Sejde Abrahamsson
Sejde Aftoni̇a Aylli̇n Aykal (Piteå, Norbotnia, Suecia, 24 de enero de 1998), conocida como Sejde Abrahamsson, es una futbolista sueco-turca. Juega como defensa o centrocampista y actualmente milita en el Club YLA de la Superliga Femenina de Bélgica y en la selección femenina de Turquía.

## Clubes
| Club             | País            | Temporadas  |
| ---------------- | --------------- | ----------- |
| KIF Örebro DFF   | Suecia          | 2012-2016   |
| Hammarby Fotboll | Suecia          | 2017-2018   |
| KIF Örebro DFF   | Suecia          | 2019        |
| Piteå IF         | Suecia          | 2020        |
| Sevilla FC       | España          | 2021        |
| Napoli Femminile | Italia          | 2021 - 2022 |
| SK Slavia Praga  | República Checa | 2022 - 2023 |
| Club YLA         | Bélgica         | 2023 - Act. |